# Demokratska stranka Bet-Nahraina
Demokratska stranka Bet-Nahraina (sirjački:  ܓܒܐ ܕܝܡܘܩܪܛܝܐ ܕܒܝܬ ܢܗܪܝܢ Gaba Demoqrataya d-Bet-Nahrain, eng.  Bet-Nahrain Democratic Party, kratica BNDP), asirska politička stranka u Iraku. Vodi ju Romeo Nissan Hakkari. Jedan od ciljeva stranke je stvaranje asirske autonomne asirske regije unutar asirske domovine (Bet-Nahrain).
Sjedište stranke je u Ankawi u Iraku. Vojno krilo su Snage Ninivske ravnice. Politički su desni centar. Stranačka boja je plava. Današnji čelnik je Romeo Hakkari. Ideologije koje sprovodi su asirijanstvo, manjinska prava, samoodređenje i konzervativizam.

## Povijest
Demokratska stranka Bet-Nahraina (DSBN) osnovana je 21. ožujka 1974. ujedinjavanjem kalifornijske organizacije Bet-Nahrain Organization koju je vodio Sargon Dadesho, i chicaškog pokreta Quest Movement koji su vodili poznati pojedinci kao Gilyana Yonan. DSBN je bila utjecajna u razvitku zastave Asiraca 1968. godine uz asirsku svjetsku krovnu organizaciju Asirski univerzalni savez i Asirski nacionalni savez.
Stranka je sudjelovala za izborima u Iraku, i lokalnim izborima izborima u Iračkom Kurdistanu kao dio vladajuće koalicije kurdskih stranaka Demokratskog domoljubnog saveza Kurdistana, a na izborima za guverenorate koalirali su s Kaldejsko-sirjačko-asirskim narodnim vijećem i još nekolicinom stranaka u koaliciju Domoljubna lista Ištar. Na svim su polučili uspjeh i izborili zastupnička mjesta.
6. siječnja 2015. DSBN i Bet-Nahrainska domoljubna zajednica najavili su stvaranje Snaga Ninivske ravnice radi zaštite naroda Ninivske ravnice i održavanja nadzora nad regijom za ljude koji se žele vratiti u taj kraj.
Stranka je aktivna među američkim Asircima u Kaliforniji, gdje vodi televizijsku postaju KBSV (Assyria Vision) te radijsku postaju KBES.
Godine 1983. stranka je uspostavila Asirski nacionalni kongres s Vijeće asirsko-američkog čelništva (Assyrian American Leadership Council). 2002. godine ušli su u savez s pokretom Slobodnih časnika izgnanih vojnih časnika koje vodi Najib al-Salhi.

## Vanjske poveznice
- Službene stranice